# Hay Day
Hay Day is een freemium landbouwspel ontwikkeld en gepubliceerd door Supercell. Hay Day werd op 21 juni 2012 uitgebracht voor het platform iOS en wordt aangeboden via de App Store van Apple. Op 20 november 2013 werd het spel ook uitgebracht voor Android, aangeboden op Google Play. Volgens een rapport uit 2013 verdiende Supercell 30 miljoen dollar per maand met Hay Day en Clash of Clans, een ander spel gemaakt door Supercell. In 2013 was Hay Day het spel met de op drie na hoogste opbrengsten. Begin 2023 had het 2 miljard dollar opgebracht. 

## Gameplay
Greg, de oom van de speler, is niet meer in staat om te zorgen voor zijn boerderij en daarom draagt hij de verantwoordelijkheid ervoor over aan de speler. Het spel begint met een vogelverschrikker die de speler leert tarwe te oogsten.
De speler verdient munten en ervaringspunten (XP's): munten dienen om productiegebouwen en decoratie-items te kopen en ervaringspunten om een level hoger te komen. De XP-balk wordt iedere keer dat de speler een level omhoog gaat gereset. De speler kan munten en ervaringspunten behalen door in een winkel langs de weg artikelen te verkopen, vrachtwagenleveringen te doen en orders te verzenden.
Een van de updates verbeterde de samenwerking in het spel door het toevoegen van gemeenschappen, waarin de leden elkaar kunnen helpen met materialen en voorwerpen waar een tekort aan is. De update omvatte een chat-functie die de boeren in staat stelde met elkaar te communiceren en elkaar te ondersteunen bij het invullen van orders en het upgraden van hun apparatuur.
In juni 2014 breidde een update het speelveld uit door de toevoeging van een trein waarmee de speler naar een stad kan reizen. 
Met elke update van Supercell worden nieuwe machines, dieren, huisdieren, producten, gewassen en activiteiten toegevoegd om het spel spannend en uitdagend te houden.
Boeren kunnen elkaar ook helpen als ze dode bomen hebben, de helper krijgt de dag erna van de postbode tegoedbonnen, deze kunnen besteed worden aan verrassingspaketten. Er kan ook geholpen worden met de boot, de truck en in de stad.
Na onderhoud aan de servers of bugfixes worden boeren beloond met diamanten.

## Recensies
Gamezebo gaf het spel 4 punten op een maximum van 5 en vond dat het qua graphics leek op FarmVille. Pocket Gamer gaf het spel brons.